# 북부 변경

11세기 초 북부 변경(붉은색)과 북쪽의 빌룽 변경백국 및 남쪽의 오스트마르크 (작센)(루사티아 변경백국) 사이

북부 변경(독일어: Nordmark, de)은 965년 방대한 게로 변경이 분할되어 만들어졌다. 처음에는 게로 변경의 북쪽 3분의 1을 차지했으며(대략 현대의 브란덴부르크주에 해당), 벤트인에게서 정복한 지역의 영토 조직의 일부였다. 983년 루티치인 반란으로 독일의 이 지역 지배권은 역전되었다. 12세기에 알브레히트 1세 폰 브란덴부르크 변경백이 브란덴부르크 변경백국을 세울 때까지 계속되었다.

## 슬라브인 배경

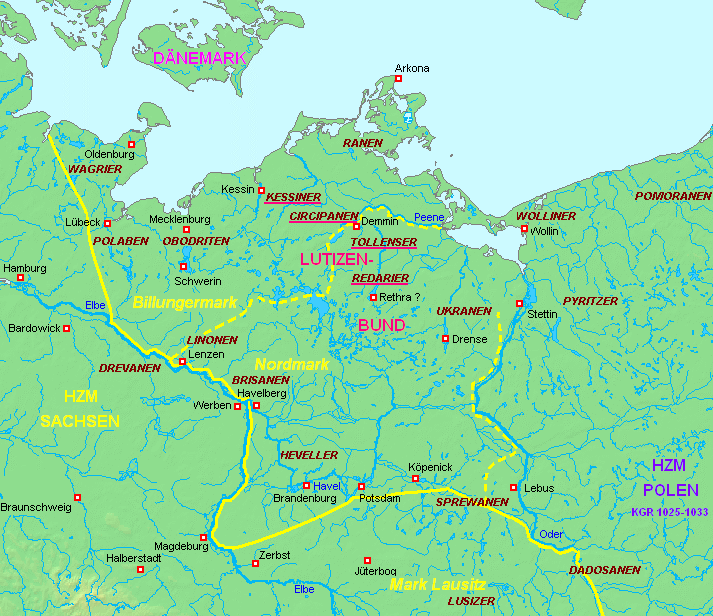
983년 루티치족 봉기 당시 북부 변경과 빌룽 변경백국의 부족들

게르만족의 대이동 시기에 많은 게르만족이 로마 국경으로 이주하기 시작했다. 북동쪽에서는 주로 슬라브족 (벨레티족, 나중에는 루티치족)으로 대체되었다. 최초의 슬라브족은 720년경 아바르가 유럽에 도착한 후 브란덴부르크 지역에 확실히 있었다. 이 슬라브족은 7세기 중반에 도착했던 대모라바 왕국을 거쳐 왔다. 게르만족 젬노니족의 잔존 세력은 이 슬라브족에 흡수되었다.
슈프레강에 정착한 사람들은 스프레바니족으로 알려지게 되었다. 그들은 하펠강과 누테강이 이루는 선의 동쪽, 현재의 바르님과 텔토프 지역에 정착했다. 그들은 슈프레강과 다메강이 합류하는 지점인 쾨페니크에 주요 요새를 건설했다. 헤벨리족은 그 선의 서쪽, 현재의 하펠란트와 차우헤 지역에 살았다. 그들은 하펠강의 고대 게르만어 이름인 "하불라"(하펠강)에서 이름을 따서 하벨리족이라고 불렸다. 스스로를 부르는 이름은 스토도라니족이었다. 그들은 "브레나"(현대의 브란덴부르크안데어하펠)에 주요 요새를 건설했다. 헤벨리족은 베를린의 현재 슈판다우 성채 부지에도 큰 전초 기지를 건설했다. 스프레바니족과 헤벨리족은 독일 이웃뿐만 아니라 슬라브 이웃과도 전쟁을 벌였다.

## 북부 변경 역사

### 설립과 상실, 965–983
808년 색슨 전쟁 이후, 승리한 카롤루스 대제는 그와 동맹을 맺은 슬라브 부족들(예: 오보트리티)에게 엘베강과 발트해 사이의 작센 영토 일부를 하사했다. 이후 이 지역은 평온한 시기를 맞았다. 940년경 브란덴부르크 교구와 하펠베르크 교구가 설립되고 이교도 슬라브인에 대한 기독교화가 시작되었다.
독일의 하인리히 1세는 928–929년에 브란덴부르크를 정복하고 오데르강까지의 부족들에게 조공을 부과했다. 948년까지 그의 아들 신성 로마 제국의 오토 1세는 당시 슬라브인 또는 벤트인으로 통칭되던 많은 나머지 이교도들에 대한 독일의 지배권을 확립했다. 브레나(브란덴부르크), 부디신(바우첸), 코테부슈(콧부스)와 같은 슬라브인 정착지는 변경백의 설치를 통해 독일의 지배를 받게 되었다. 변경백의 주요 기능은 독일 왕국의 변경주 (변경 지역)를 방어하고 보호하는 것이었다. 965년 게로 대공 변경백이 사망한 후, 방대한 변경주 집합체("초대형 변경주")는 오토에 의해 5개의 작은 사령부로 분할되었다. 북부 변경은 이 중 하나였다. 다른 것들은 동부 변경, 메르제부르크 변경, 마이센 변경, 차이츠 변경이었다.
루티치족에 의해 시작된 983년 반란은 북부 변경과 빌룽 변경 및 해당 주교구의 사실상의 해체를 초래했지만, 명목상의 변경백과 주교는 여전히 임명되었다. 11세기 중반 루티치족 동맹의 붕괴까지 북부 변경 방향으로의 독일 확장은 정체되었고 엘베강 동쪽의 벤트인은 약 150년 동안 독립을 유지했다.

### 브란덴부르크 변경백국
12세기 초, 독일 왕들은 신성 로마 제국 동부 국경에 있는 슬라브인 거주지에 대한 통제권을 재확립했다. 1134년, 1147년 벤트 십자군 이후, 독일의 귀족 알브레히트 1세 폰 브란덴부르크 변경백은 로타르 3세 황제로부터 북부 변경을 받았다. 슬라브인들은 이후 동방식민운동 중에 독일인 정착민들에게 동화되었다. 알브레히트 휘하의 교회는 교구를 설립했으며, 성벽으로 둘러싸인 이 도시들은 주민들을 공격으로부터 보호했다. 수도사와 주교의 도착과 함께 브란덴부르크 도시의 기록된 역사가 다시 시작되었고, 이 도시는 동명의 변경백국으로 발전할 것이다.
알브레히트의 이 지역 통제권은 수십 년 동안 명목상이었지만, 그는 벤트인에 대항하여 다양한 군사적, 외교적 조치를 취했으며, 세기 중반까지 그의 통제권은 더욱 실질적이 되었다. 1150년, 알브레히트는 마지막 헤벨리족 통치자이자 기독교인인 프리비슬라프로부터 브란덴부르크를 정식으로 상속받았다. 알브레히트와 그의 아스카니아 가문 후손들은 정복된 땅을 기독교화하는 데 상당한 진전을 이루었다.

## 변경백 목록
북부 변경의 변경백들은 슈타데 백작과 밀접한 관계를 맺고 있었으며, 많은 이들이 이중 칭호를 가지고 있었고, 발베크 백작과도 관계를 맺었다. 초기 백작과 변경백은 원 통치자들의 후손인 메르제부르크의 티트마르에 의해 논의되었다.

### 할덴슬레벤 백작
- 디트리히, 965–983, 초기 슈타데 백작인 장로 비히만의 아들일 가능성[9]

### 발베크 백작
- 로타르 1세, 983–1003, 발베크가의 첫 변경백이자 발베크의 로타르 2세 장로의 아들
- 베르너, 1003–1009, 이전 변경백의 아들이자 메르제부르크의 티트마르의 사촌

### 할덴슬레벤 백작
- 베른하르트 1세, 1009–1018, 디트리히의 아들
- 베른하르트 2세, 1018–1051, 이전 변경백의 아들
- 빌헬름, 1051–1056, 이전 변경백의 아들
- 오토, 1056–1057, 베른하르트의 서자

### 슈타데 백작
- 로타르 우도 1세, 1056–1057, 슈타데 백작(로타르 우도 2세) 겸임, 우도니트가의 첫 변경백이자 슈타데의 지크프리트 2세의 아들
- 로타르 우도 2세, 1057–1082, 슈타데 백작(로타르 우도 3세) 겸임, 이전 변경백의 아들
- 하인리히 1세 장공, 1082–1087, 슈타데 백작(하인리히 3세 장공) 겸임, 이전 변경백의 아들
- 로타르 우도 3세, 1087–1106, 슈타데 백작(로타르 우도 4세) 겸임, 이전 변경백의 형제
- 루돌프 1세, 1106–1112, 슈타데 백작 겸임, 이전 변경백의 형제

### 플뢰츠카우 백작
- 플뢰츠카우의 헬페리히, 1112–1114, 비왕조적, 그러나 발베크의 콘라트의 손자로서 발베크가의 일원

### 슈타데 백작
- 하인리히 2세, 1114–1128, 로타르 우도 3세의 아들
- 우도 4세, 1128–1130, 루돌프 1세의 아들

### 플뢰츠카우 백작
- 콘라트, 1130–1133, 헬페리히의 아들

### 슈타데 백작
- 루돌프 2세, 1133–1134, 루돌프 1세의 아들이자 우도니트가의 마지막 변경백

### 발렌슈테트 백작 (아스카니아 가문)
- 알브레히트 1세 폰 브란덴부르크 변경백, 1134–1170

알브레히트 치세에 1157년 브란덴부르크 주변의 슬라브 영지를 획득하여 영지가 확장되었다. 확장된 변경은 알브레히트 가문인 아스카니아 가문의 세습 영지가 되었으며, 브란덴부르크 변경백국이라고 불렸다.
변경백작부인 목록은 브란덴부르크 변경백국 배우자 목록을 참조하라.

## 내용주
1. ↑  Roger Collins (1999년 6월 7일). 《Early Medieval Europe 300–1000》. Macmillan International Higher Education. 417–쪽. ISBN 978-1-349-27533-5.
2. ↑  “The Medieval Elbe - Slavs and Germans on the Frontier”. University of Oregon. 2020년 7월 25일에 확인함.
3. ↑  Timothy Reuter (2014년 6월 6일). 《Germany in the Early Middle Ages c. 800-1056》. Taylor & Francis. ISBN 978-1-317-87238-2.
4. ↑  Michael Borgolte (2009년 1월 1일). 《Polen und Deutschland vor 1000 Jahren: Die Berliner Tagung über den "Akt von Gnesen"》. Walter de Gruyter. ISBN 978-3-05-004738-6.
5. 1 2  JÜRGEN PETERSOHN. “König Otto III. und die Slawen an Ostsee, Oder und Elbe um das Jahr 995” (PDF). Digitale Monumenta. 2020년 9월 6일에 확인함.
6. ↑  K. Leyser (1968). 《Henry I and the Beginnings of the Saxon Empire - p.11-》. 《The English Historical Review》 83 (Jstor). 1–32쪽. doi:10.1093/ehr/LXXXIII.CCCXXVI.1. JSTOR 561761. 2020년 9월 6일에 확인함.
7. ↑  Roman Zaroff (January 2003). “Study into Socio-political History of the Obodrites”. 2020년 9월 6일에 확인함.
8. 1 2  H. H. Howorth (1880). 《The Spread of the Slaves. Part III. The Northern Serbs or Sorabians and the Obodriti》. 《The Journal of the Anthropological Institute of Great Britain and Ireland》 9 (Jstor). 181–232쪽. doi:10.2307/2841974. JSTOR 2841974. 2020년 9월 6일에 확인함.
9. ↑  Benjamin Arnold (1997년 6월 9일). 《Medieval Germany, 500–1300: A Political Interpretation》. Macmillan International Higher Education. 46–쪽. ISBN 978-1-349-25677-8.